# Qatar ExxonMobil Open 2012
Il Qatar ExxonMobil Open 2012 è stato un torneo di tennis giocato sul cemento. È stata la 20ª edizione del Qatar ExxonMobil Open, facente parte dell'ATP World Tour 250 series nell'ambito dell'ATP World Tour 2012. Si è giocato nell'impianto Khalifa International Tennis Complex a Doha, Qatar, dal 2 al 7 gennaio 2012.

## Partecipanti

### Teste di serie
| Nazionalità | Giocatore          | Ranking | Testa di serie* |
| ----------- | ------------------ | ------- | --------------- |
| Spagna      | Rafael Nadal       | 2       | 1               |
| Svizzera    | Roger Federer      | 3       | 2               |
| Francia     | Jo-Wilfried Tsonga | 6       | 3               |
| Francia     | Gaël Monfils       | 15      | 4               |
| Serbia      | Viktor Troicki     | 21      | 5               |
| Russia      | Alex Bogomolov Jr. | 34      | 6               |
| Russia      | Michail Južnyj     | 35      | 7               |
| Italia      | Andreas Seppi      | 38      | 8               |

* Le teste di serie sono basate sul ranking al 26 dicembre 2011.

### Altri partecipanti
I seguenti giocatori hanno ricevuto una wildcard per il tabellone principale:
- Jabor Al Mutawa
- Serhij Bubka
- Malek Jaziri

I seguenti giocatori sono passati dalle qualificazioni:

- Matthias Bachinger
- Denis Gremelmayr
- Roberto Bautista Agut
- Grega Žemlja

## Punti e montepremi
Il montepremi complessivo è di 1.024.000 $.
| Torneo    | Torneo              | V       | F      | SF     | QF     | 2T     | 1T    | Q  | Q3    | Q2  | Q1 |
| Singolare | Punti               | 250     | 150    | 90     | 45     | 20     | 0     | 12 | 6     | 0   | 0  |
| Singolare | Premi in denaro ($) | 175.380 | 92.360 | 50.030 | 28.500 | 16.795 | 9.950 | –  | 1.690 | 810 | 0  |
| Doppio    | Punti               | 250     | 150    | 90     | 45     | 0      | –     | –  | –     | –   | –  |
| Doppio    | Premi in denaro ($) | 56.160  | 29.520 | 16.000 | 9.160  | 5.360  | –     | –  | –     | –   | –  |

## Campioni

### Singolare
Jo-Wilfried Tsonga ha battuto in finale  Gaël Monfils con il punteggio di 7–5, 6–4.
- È il 1º titolo dell'anno per Tsonga, l'8° della sua carriera ed il 1° in questo torneo.

### Doppio
Filip Polášek /  Lukáš Rosol hanno battuto in finale  Christopher Kas /  Philipp Kohlschreiber per 6–3, 6–4.
- È il primo titolo della carriera per la coppia Polášek/Rosol.